# Nick Alan Stoynoff
Nick Alan Stoynoff ( 1953 ) es un botánico estadounidense.

## Algunas publicaciones
- w.j. Hess, nick a. Stoynoff. 1998. Taxonomic status of Quercus acerifolia (Fagaceae) and a morphological comparison of four members of the Quercus shumardii complex. Syst. Bot. 23:89-100

### Libros
- 1983. Whitman Lake Wetland: A Floristic and Phytogeographic Analysis. Ed. Michigan State Univ. Department of Botany and Plant Pathology, 366 pp.
- La abreviatura «Stoynoff» se emplea para indicar a Nick Alan Stoynoff como autoridad en la descripción y clasificación científica de los vegetales.[3]